# 사사키 다카히로
사사키 다카히로(일본어: 佐々木 崇浩, 1974년 9월 25일 ~ )는 일본의 전 축구 선수이다.

## 구단 경력
과거 세레소 오사카에서 활동하였다.